# Herbe de blé

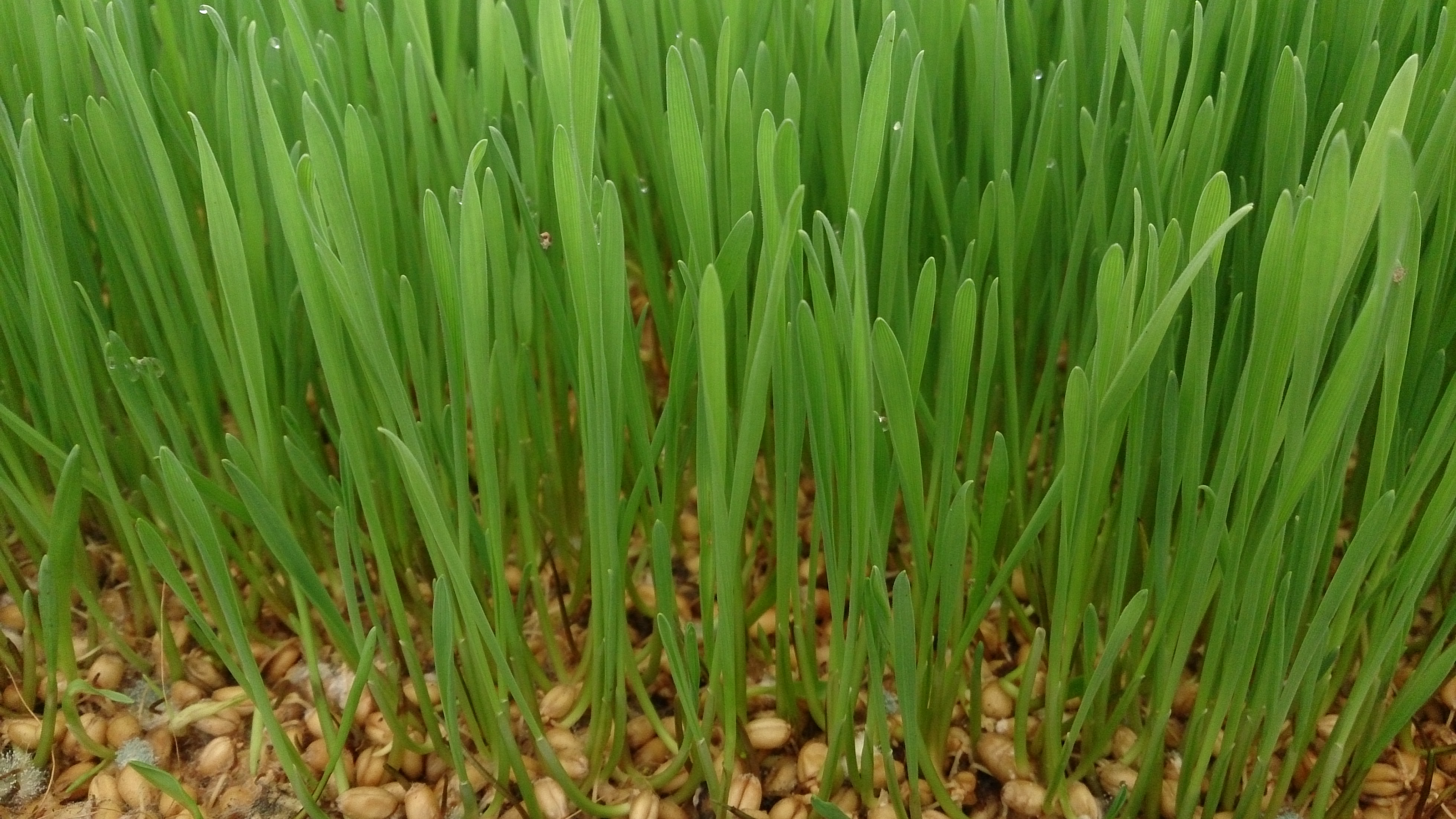
Triticum aestivum (herbe de blé).

L'herbe de blé ou blé en herbe se réfère à la jeune pousse du blé commun, Triticum aestivum qui est fraîchement pressée ou séchée pour la consommation humaine ou animale. Sous ces deux formes galéniques, l'herbe de blé contient (comme la plupart des plantes) de la chlorophylle, des vitamines, des minéraux, des acides aminés et des enzymes. Les études et allégations[Lesquelles ?] la concernant parlent de propriétés curatives tout autant que de complémentation nutritionnelle. Cette herbe populaire dans les pays anglo-saxons peut être facilement cultivée et pressée à domicile. Elle est souvent disponible dans des bars à jus, en portion de 3 cl ou mélangée à des jus de fruits et légumes (cf Cojean) ; on la trouve aussi dans des magasins spécialisés sous forme de comprimés ou de poudre. Elle est également vendue sur internet en vaporisateur, en crème, en lotion de massage et en complément alimentaire liquide. Comme il s'agit de la pousse et donc de la plante avant la formation des graines, l'herbe de blé ne contient pas de gluten.

## Histoire
Le blé en herbe est une plante utilisée depuis des millénaires dans les pharmacopées indiennes et chinoises[réf. nécessaire]. La consommation de blé en herbe dans le monde occidental commença dans les années 1930 en conséquence des résultats des expériences de Charles F. Schnabel. Cet ingénieur agronome commença dès 1930 ses études sur le blé en herbe. Il utilisa de cette herbe pour restaurer la santé de poules en état critique. Non seulement les poules retrouvèrent leur force mais elles pondirent, après un certain temps, plus d'œufs que les poules saines. Cette observation poussa Schnabel à sécher et mettre en poudre du blé en herbe afin de complémenter l'alimentation de sa famille et ses voisins. L'année suivante, Schnabel reproduisit l'expérience sur les volailles et obtint les mêmes résultats. Les poules pondaient deux fois plus. Par la suite, l'expérimentateur fit la promotion de sa découverte à tous les acteurs intéressés de l'industrie agro-alimentaire. Deux multi-nationales, Quaker Oats et American Dairies Inc., développèrent des produits pour consommation humaine et animale. En 1940, des boites de conserves de poudre d'herbe séchée étaient en vente dans tous les principaux supermarchés des États-Unis et du Canada.

## Culture
Le blé en herbe est la jeune pousse des germes de blé. Cultivé de façon biologique, l’herbe atteint une taille de 15 à 25 centimètres en 10 jours. Le blé en herbe est une herbe de céréales (blé, orge, riz, maïs, avoine, millet) qui est traditionnellement cultivée dans les prairies des climats tempérés. Toutes les herbes de céréales ont des profils nutritifs semblables et l’étude montre que les herbes de blé et d’orge cultivées dans un même champ auront des compositions nutritives plus proches que deux herbes de blé cultivées dans des champs éloignés. Schnabel utilisait du blé en herbe cultivé dans les plaines du Kansas. La plante était récoltée au moment de sa maturation, 200 jours après sa plantation à la fin de l'automne. C'est à ce stade que la plante présente son potentiel nutritionnel le plus concentré. Après ce stade d'évolution, la concentration de la plante en chlorophylle, protéines et vitamines diminue. L'herbe récoltée était par la suite déshydratée (poudre ou comprimés) et utilisée pour la consommation humaine et animale. Cultivé en intérieur pendant une période de 10 jours, le blé en herbe présente également une composition nutritionnelle  intéressante. Il existe de nombreux produits disponibles sur le marché qui proposent de l'herbe obtenue par diverses méthodes agronomiques et traitées par divers procédés.

## Effets bénéfiques sur la santé
Le profil nutritif des herbes de céréales ressemble grandement à celui des légumes verts (comme les épinards).  De plus, le blé en herbe est plus facile à cultiver que ces légumes verts et présente une concentration supérieure en nutriments. Pour cette raison, le blé en herbe est un moyen efficace pour favoriser la consommation de légumes verts et ainsi subvenir aux besoins nutritionnels de façon optimale.

## Études in vitro
Beaucoup d’études ont été effectuées pour démontrer les effets thérapeutiques du blé en herbe. Le blé en herbe et son jus possèdent une forte activité anti-oxydante,. De plus, le jus ou des extraits de blé en herbe (et en particulier la chlorophylle et ses dérivés) inhiberaient la prolifération des cellules cancéreuses et auraient des propriétés antimutagènes et anticytotoxiques,,,. Par ailleurs, les composés présents dans les herbes de céréales présenteraient des propriétés anti-inflammatoires, une activité régulatrice sur les cellules immunitaires et induiraient la dégradation des pesticides organochlorés dans l’eau.

## Études sur les animaux
Le jus ou des extraits de blé en herbe ont été étudiés dès les années 1930, d’une part pour leurs propriétés d’amélioration de la croissance et de la cicatrisation. D’autre part, ces extraits furent étudiés pour leurs propriétés antibactériennes et pour leurs propriétés de régénération du sang. C’est aussi dans la première moitié du siècle qu’a été enregistrée une augmentation de la fertilité chez les rats et les lapins. Le jus ou les extraits de blé en herbe ont également inhibé les effets d’un agent carcinogène chez les truites et chez les rats. La chlorophylline (un dérivé de la chlorophylle) a montré des propriétés bénéfiques sur la santé de souris traitée par un composé anticancéreux nommé cyclophosphamide.

## Études avec des humains
Dans plusieurs études cliniques, la consommation de jus ou d’extrait de blé en herbe a permis d’augmenter de façon significative l’activité anti-oxydante totale du plasma, a réduit les symptômes de la rectocolite ulcéro-hémorragique dans sa forme distale (lésions colorectales), a favorisé la régénération sanguine chez des patientes souffrant de cancer du sein et traitées par chimiothérapie, a amélioré le nombre de globules rouges plasmatiques et l’état de santé général de patients cancéreux en phase terminale et a diminué le besoin de transfusion chez des enfants thalassémiques (forme d’anémie héréditaire) . De plus, une étude montre les effets protecteurs de la chlorophylline sur des individus susceptibles de développer des tumeurs hépatiques (du foie).